# Mezoregion Litoral Norte Espírito-Santense

Mezoregion Litoral Norte Espírito-Santense

Mezoregion Litoral Norte Espírito-Santense – mezoregion w brazylijskim stanie Espírito Santo, skupia 14 gmin zgrupowanych w trzech mikroregionach. Liczy 14.567,3 km² powierzchni.

## Mikroregiony
- Linhares
- Montanha
- São Mateus